# Philip Clarke
Pour les articles homonymes, voir Clarke.
Philip Clarke, né le 31 décembre 1974, est un coureur cycliste barbadien. Il est notamment devenu champion des Caraïbes sur route en 2006. 

## Palmarès et résultats

### Par année
- 2003
  -  Médaillé de bronze du championnat des Caraïbes sur route
- 2005
  -  Médaillé de bronze du championnat des Caraïbes sur route
- 2006
  -  Champion des Caraïbes sur route
- 2007
  - 2e étape de l'Independance Day Classic
- 2010
  - Leslie King Memorial Race
- 2011
  - 3e du championnat de la Barbade sur route
- 2013
  - Port of Spain Classic
  - 3e du championnat de la Barbade sur route
- 2014
  -  Champion de la Barbade sur route
  - Oil Workers Trade Union OWTU Cycling Race
  - Newsday Republic Day Classic
- 2015
  - Diego Martin to Debe
  - Toyota Hilux Classic
  - 2e du championnat de la Barbade sur route
- 2017
  - Trinidad and Tobago Season Opener
- 2021
  -  Champion de la Barbade sur route
- 2023
  - Independence Stage Race :
    - Classement général
    - 2e étape
- 2024
  - 3e du championnat de la Barbade sur route
- 2025
  - 3e du championnat de la Barbade sur route

### Classements mondiaux
| Année            | 2017 |
| ---------------- | ---- |
| UCI America Tour | 204e |